# Верхнекольцов
Верхнекольцов — хутор в Тацинском районе Ростовской области.
Входит в состав Ермаковского сельского поселения.
Население 561 человек.

## География

### Улицы
| - ул. Вилкомира, - ул. Гагарина, - ул. Заречная, - ул. Мира, - ул. Октябрьская, - ул. Степная, - ул. Школьная, | - пер. Зелёный, - пер. Клубный, - пер. Пионерский, - пер. Садовый, - пер. Тихий. |

## Население
| 2010 |
| ---- |
| 506  |

### Известные люди
- Нетребский Владимир Петрович, (1924—1999) — участник Великой Отечественной войны, полный кавалер орденов Славы[3], заслуженный агроном РСФСР.